# Kotcho Lake Village Site Park
Kotcho Lake Village Site Park är en park i Kanada.   Den ligger i provinsen British Columbia, i den centrala delen av landet, 3 400 km väster om huvudstaden Ottawa. Kotcho Lake Village Site Park ligger 627 meter över havet. Den ligger vid sjön Kotcho Lake.
Terrängen runt Kotcho Lake Village Site Park är platt. Trakten runt Kotcho Lake Village Site Park är nära nog obefolkad, med mindre än två invånare per kvadratkilometer.. Det finns inga samhällen i närheten.
I omgivningarna runt Kotcho Lake Village Site Park växer i huvudsak barrskog.